# Crisi diplomatica tra la Francia e il Principato di Monaco del 1962

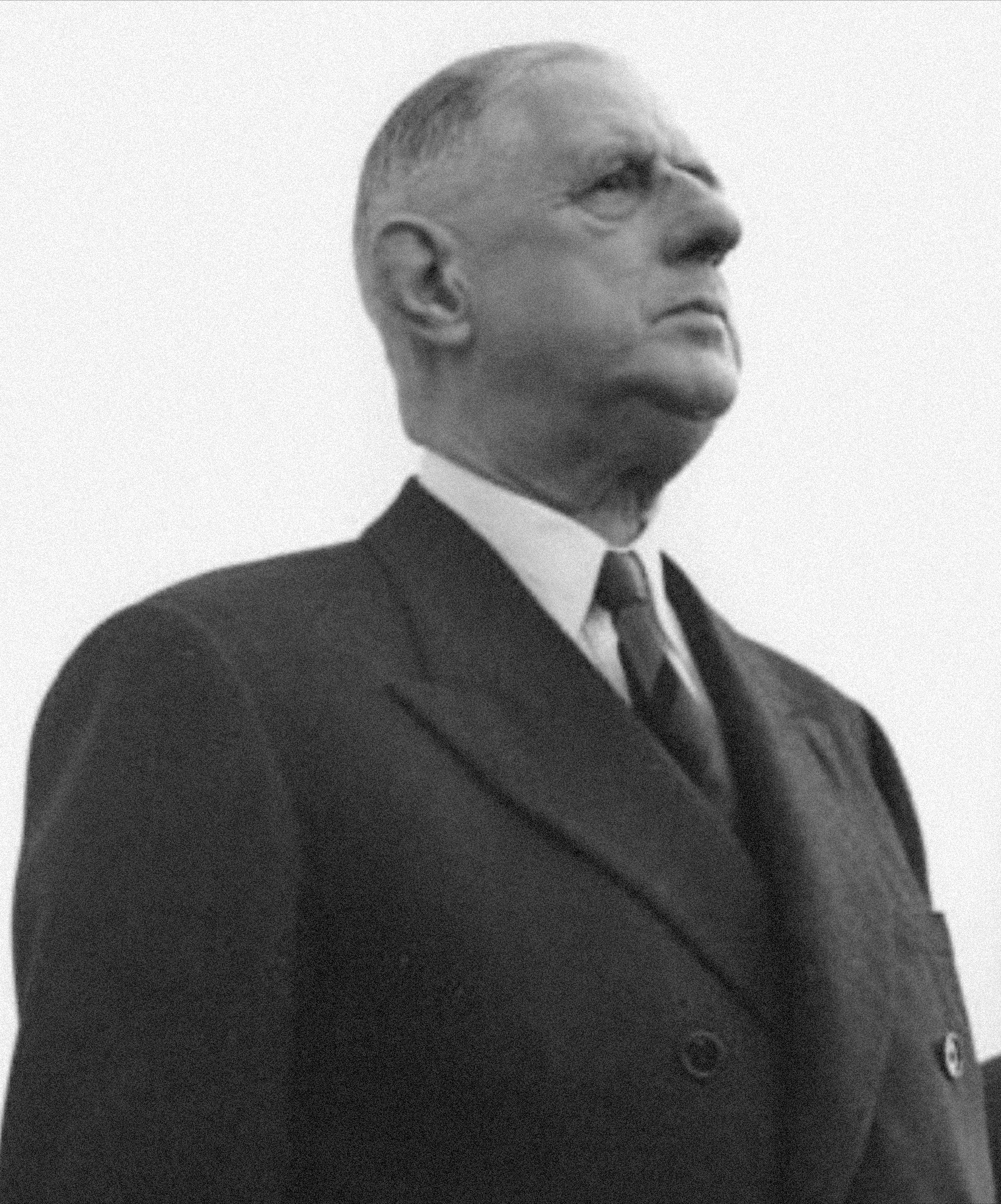
Charles de Gaulle nel 1961, presidente francese dal 1959 al 1969.

La crisi diplomatica tra Francia e Principato di Monaco è stata una controversia politica determinata dalla tassazione fiscale monegasca e dalla legge monegasca sui canali radiotelevisivi. La vicenda ebbe inizio il 14 gennaio 1962, culminò con il blocco francese del Principato di Monaco del 12-13 ottobre 1962 e terminò ufficialmente con l'accordo franco-monegasco del 18 maggio 1963. 

## Contesto internazionale e nazionale francese
Il periodo più grave della crisi diplomatica avvenne nell'autunno del 1962, che fu ricco di tensioni a livello internazionale con la crisi dei missili di Cuba tra Stati Uniti e Unione Sovietica e anche a livello nazionale francese, con l'importante referendum sull'elezione a suffragio universale del presidente della Repubblica francese che venne approvato dai francesi il 28 ottobre. Inoltre la Francia era occupata nella decolonizzazione, all'epoca cruenta a causa della Guerra d'Algeria che terminò dopo otto anni nella primavera 1962. In seguito all'indipendenza dell'Algeria 80.000 pieds-noirs rimpatriarono e 463 di questi si stabilirono nel Principato. 

## L'origine della crisi

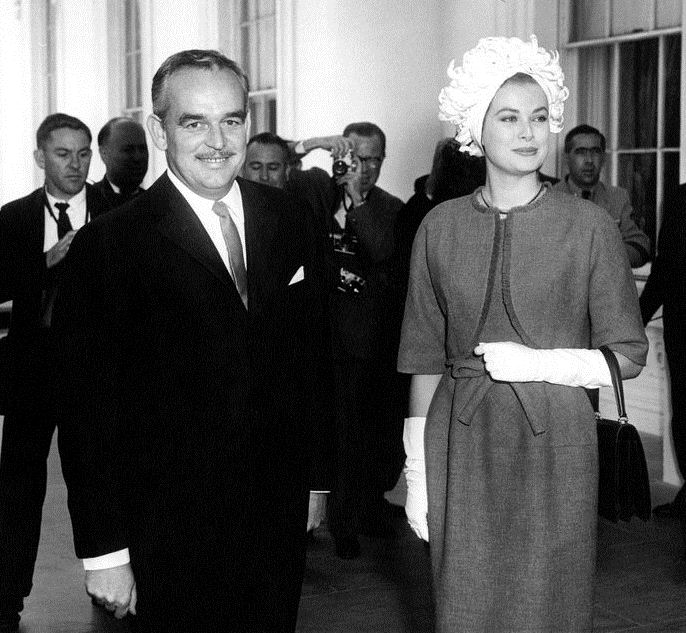
Il principe Ranieri III di Monaco e la consorte Grace Kelly nel 1961. Ranieri III fu principe dal 1949 al 2005.

La crisi venne aperta con l'entrata in vigore dell'ordinanza sovrana del principe Ranieri III di Monaco del 14 gennaio 1962 conosciuta come Ordonnance Images et Sons che riguardava il sistema radiotelevisivo monegasco, costituito da Radio Monte-Carlo nata nel 1943 e Télé Monte Carlo nata nel 1954. Radio Monte Carlo nel 1952 aveva il 7% degli ascoltatori in Francia, era seguita moltissimo nel Midi e soprattutto nel dipartimento delle Alpi Marittime. RMC, anche se monegasca, era sotto controllo dello Stato francese attraverso la SOFIRAD (Société financière de radiodiffusion); TMC aveva già nel 1954, a soli due anni dalla nascita, qualche milione di telespettatori; entrambe avevano (e hanno) il trasmettitore in territorio francese, sul monte Agel a meno di 3 km in linea d'aria dal Principato. 
Con l'aumentare della loro importanza, il controllo di TMC e RMC fu conteso tra lo Stato francese, lo Stato monegasco e diversi uomini d'affari. Però il principe Ranieri III di Monaco volle con l'ordinanza sovrana riprendere totalmente il controllo del sistema radiotelevisivo monegasco. Questo atto però incrinò i rapporti con il presidente francese Charles de Gaulle.
La tassazione era un altro punto di scontro tra De Gaulle e Ranieri III: dopo la guerra infatti il Principato ebbe una forte industrializzazione, grazie anche all'assenza di imposte dirette che incoraggiò la creazione di imprese nei settori della chimica, dell'elettronica di precisione e degli elettrodomestici. Nel 1961 a Monaco c'erano 1.787 aziende, di cui 542 società per azioni, che avevano generato un giro d'affari di 677 milioni di franchi e rappresentavano il quadruplo di quelle presenti nel 1951.
Il settore edilizio era esploso moltiplicando per diciotto il valore del proprio fatturato. I depositi bancari erano superiori a un miliardo di franchi nel 1962 in 24 diverse banche, di cui 15 monegasche. Nel 1962 risultavano 16.569 salariati, mentre la popolazione totale era di 22.297 abitanti. Incominciava in quel periodo il fenomeno del pendolarismo dei lavoratori francesi dalla Costa Azzurra, ed italiani dalla Riviera di Ponente, che risultavano ben 10.000; inoltre, all'epoca il salario a Monaco era il 5% più alto di quello della vicina Nizza. La tattica del Principe consisteva nel mettere la Francia di fronte a un fatto compiuto: l'ordinanza sovrana venne resa pubblica da Nice Matin solo il 27 gennaio, dopo che l'alto funzionario francese aveva chiesto al Principe di ritirare l'ordinanza sovrana quattro giorni prima. Il 28 gennaio ci fu uno scontro tra il Principe e il ministro di Stato Émile Pelletier, nominato dai francesi, a causa di divergenze su come gestire la crisi e sul futuro del Principato.

## I tentativi di negoziazione

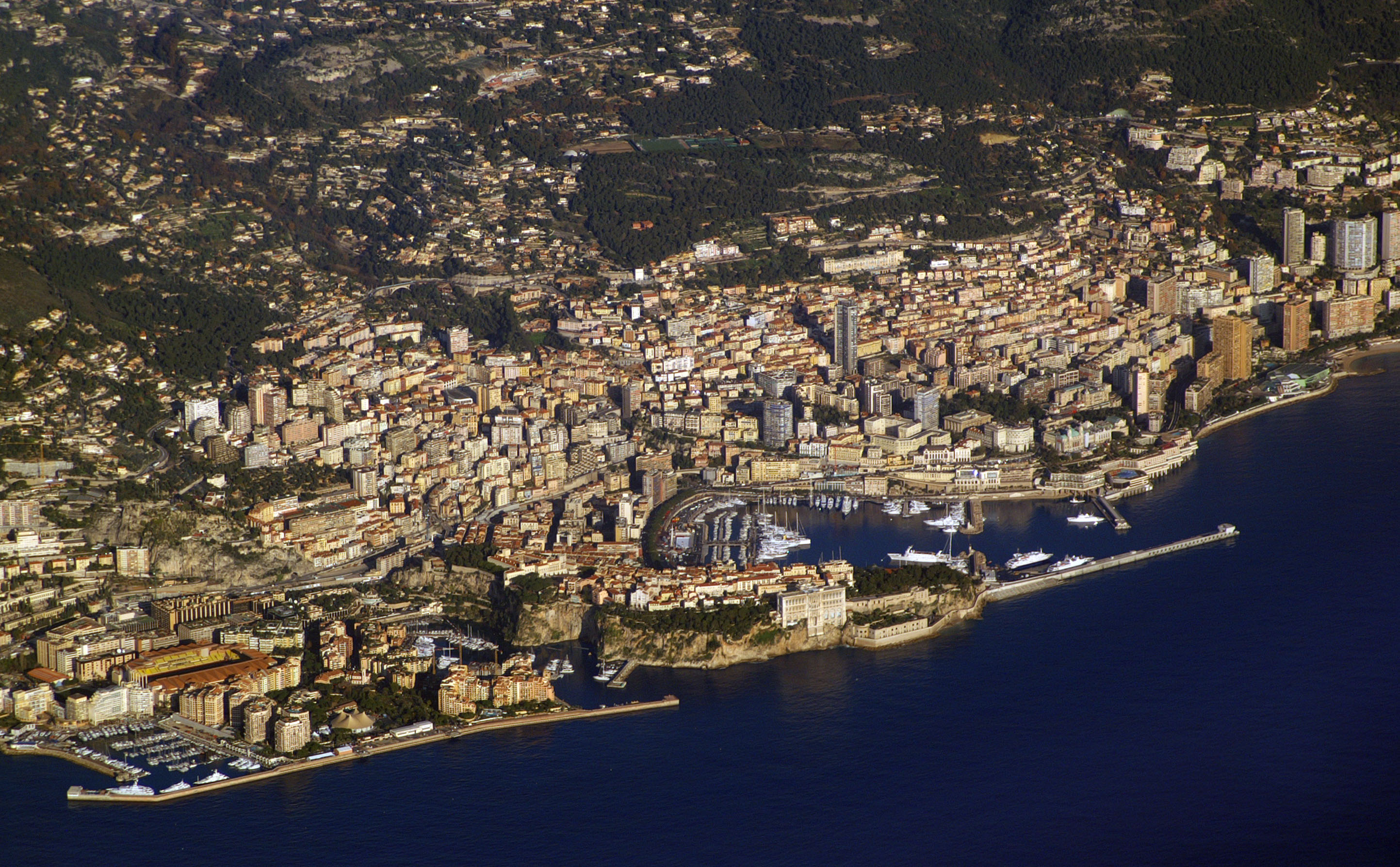
Vista del Principato di Monaco.

Durante questa fase, che cominciò a fine gennaio, il Principe lasciò diverse interviste alla stampa nazionale francese (ai quotidiani Le Monde e France Soir) per esporre il suo punto di vista; ma le negoziazioni furono rotte da De Gaulle il 3 aprile. In quella data il presidente francese annunciò di essere disposto ad aspettare sei mesi - fino all'11 ottobre - e che dopo quella data avrebbe considerato l'accordo franco-monegasco del 1951 come nullo, con la minaccia anche di ritorsioni contro il Principato.
Il quotidiano comunista Le Patriote considerò il deterioramento dei rapporti franco-monegaschi in un contesto di rivalità tra gruppi finanziari capitalisti, senza interessarsi al contesto politico internazionale: questo giornale di opposizione, critico verso il governo gollista, riferendosi alla minaccia francese di stabilire un confine doganale e misure di controllo dei flussi e delle comunicazioni tra la Francia e il Principato, scrisse: "questo non è 'diplomazia delle cannoniere', ma piuttosto una pressione economica senza vergogna". Il giornale inoltre svelò un fatto accaduto, e nascosto dal quotidiano Nice Matin: la rimozione di Robert Schick dal ruolo di direttore generale di RMC. Schick, in carica dal 1945, era considerato da Parigi come troppo vicino agli americani, e venne sostituito il 13 aprile da Jean Gondre, più vicino agli ideali gollisti.
L'obiettivo di De Gaulle era di trasformare RMC in una sorta di "Radio Mediterraneo del Sud", con un trasmettitore pagato dal partito gollista Unione per la Nuova Repubblica, affinché trasmettesse in tutto il bacino del Mediterraneo. Nonostante tutto, il pensiero dei monegaschi era ottimista per una soluzione della crisi in ottobre. La pressione francese sembrava dare i suoi frutti, dal momento che i negoziati ripresero il 19 settembre; il 10 ottobre De Gaulle raggiunse Tolone dove assistette ad una esercitazione navale a bordo della portaerei Clemenceau, mentre il Principe raggiunse Parigi per seguire da vicino i negoziati. I negoziati dopo una trattativa furono portati avanti di un giorno, ma senza successo.
Monaco aveva accettato il principio di una tassa sul reddito delle società, ma rimaneva da determinare l'ammontare da imporre sulle persone; la Francia aveva proposto, per i francesi con una residenza di almeno cinque anni nel Principato, che avessero ottenuto prima del 1º luglio lo status di residenza privilegiata, l'esenzione dall'imposta sul reddito; questo sistema escludeva i francesi che vivevano a Monaco provenienti dalla zona del franco o dall'estero e che avevano ottenuto lo status di residente monegasco, che comprendeva anche le ex colonie francesi di Algeria, Marocco e Tunisia. Quest'ultima disposizione venne rifiutata dalla delegazione monegasca ritenuta "retroattiva" aggiungendo: "Non possiamo tradire la fiducia che [i monegaschi] hanno riposto in noi".

## Il punto culminante della crisi nell'ottobre 1962
Il pomeriggio del 12 ottobre, il quotidiano L'Espoir annunciò che le contromisure francesi sarebbero entrate in vigore alla mezzanotte: sei doganieri francesi sarebbero stati messi all'ingresso del Principato sul confine franco-monegasco. Tale atto creò imponenti ingorghi sulla Basse Corniche e nel quartiere di La Condamine. Il 13 ottobre, il Principe fece un discorso in onda su RMC con i suoi punti principali che riguardavano la sovranità monegasca e il rifiuto di perdere la specificità fiscale di vitale importanza per la sua economia. Dal 14 ottobre entrò in vigore anche la tariffa internazionale postale che regola gli scambi tra i due Paesi.
Il quotidiano Nice Matin inoltre scrisse che il Principato, non essendo membro delle Nazioni Unite, difficilmente avrebbe potuto fare appello al Consiglio di sicurezza ai sensi dell'articolo 35 (che consente ai non membri di portare una controversia all'attenzione delle Nazioni Unite) o per denunciare i trattati con la Francia e dichiarare la piena indipendenza.
Il quotidiano Le Patriote, approfittando della crisi nella campagna per il referendum organizzato da De Gaulle per l'elezione diretta del presidente francese, si scagliò contro l'Eliseo: "C'è un'ottima opportunità per dimostrare l'efficacia di un potere forte". Al contrario, i monegaschi salutarono calorosamente i principi di Monaco Ranieri III e Grace Kelly durante una partita di calcio giocata allo Stade Louis II il 14 ottobre, come era stato il giorno prima del ritorno di Ranieri III da Parigi.

## La ripresa dei negoziati e la fine della crisi diplomatica
I negoziati ripresero anche grazie all'aiuto della principessa di Monaco Grace Kelly e si conclusero il 18 maggio 1963 con la firma della convenzione franco-monegasca di vicinato e della convenzione fiscale a Parigi, che entrò in vigore il 1º settembre successivo.